# Elisabeth Schicho
Elisabeth Schicho (* 10. Mai 1991 in Tegernsee) ist eine ehemalige deutsche Skilangläuferin. Sie gehört seit 2013 dem Zoll-Ski-Team an.

## Werdegang
Schicho nahm bis 2011 an Juniorinnenrennen teil. Ab 2011 trat sie vorwiegend beim Skilanglauf-Alpencup an. Dabei erreichte sie im Januar 2012 in Zwiesel mit dem zweiten Platz im Skiathlon ihre erste Podestplatzierung. Bei den deutschen Skilanglaufmeisterschaften 2012 in Oberwiesenthal holte sie Bronze im Sprint im 10-km-Skiathlon. In der Saison 2012/13 kam sie im Alpencup achtmal unter die ersten Zehn. Dabei erreichte sie drei dritte Plätze und zum Saisonende den sechsten Platz in der Gesamtwertung. Ihr erstes Weltcuprennen lief sie im Januar 2013 in Liberec, welches sie mit dem 28. Platz im Sprint beendete und damit ihre ersten Weltcuppunkte holte. Im Februar 2013 wurde sie deutsche Meisterin im Sprint und über 5 km Freistil. Bei den U23-Weltmeisterschaften 2014 im Val di Fiemme gewann sie Gold im Sprint und Bronze über 10 km klassisch. Im März 2014 holte sie im Sprint in Rogla ihren ersten Sieg im Alpencup. Bei den deutschen Skilanglaufmeisterschaften 2014 holte sie Bronze über 5 km klassisch und Silber im Sprint. In der Saison 2014/15 kam sie im Alpencup zehnmal unter die ersten Zehn, darunter Platz drei im 15-km-Massenstartrennen in Rogla, und erreichte den dritten Platz in der Gesamtwertung des Alpencups. In der folgenden Saison errang sie im Alpencup fünf Top-Zehn-Platzierungen. Dabei siegte sie im März 2016 in Toblach über 10 km klassisch und belege über 2,5 km Freistil den zweiten Platz. In der Saison 2016/17 erreichte sie in Pyeongchang mit dem achten Platz im Skiathlon ihre erste Top-Zehn-Platzierung im Weltcup und belegte zum Saisonende den 55. Platz im Gesamtweltcup. Bei den Olympischen Winterspielen 2018 in Pyeongchang belegte sie den 28. Platz im Sprint. Nach der Saison 2018/19 beendete sie ihre Karriere.

## Siege bei Continental-Cup-Rennen
| Nr. | Datum         | Ort     | Disziplin                       | Serie    |
| --- | ------------- | ------- | ------------------------------- | -------- |
| 1.  | 8. März 2014  | Rogla   | Sprint klassisch                | Alpencup |
| 2.  | 12. März 2016 | Toblach | 10 km klassisch Individualstart | Alpencup |

## Platzierungen im Weltcup

### Weltcup-Statistik
Die Tabelle zeigt die erreichten Platzierungen im Einzelnen.
- 1.–3. Platz: Anzahl der Podiumsplatzierungen
- Top 10: Anzahl der Platzierungen unter den ersten zehn
- Punkteränge: Anzahl der Platzierungen innerhalb der Punkteränge
- Starts: Anzahl gelaufener Rennen in der jeweiligen Disziplin
- Hinweis: Bei den Distanzrennen erfolgt die Einordnung gemäß FIS.

| Platzierung               | Distanzrennen a | Distanzrennen a | Distanzrennen a | Distanzrennen a | Distanzrennen a | Skiathlon Verfolgung | Sprint | Etappen- rennen b | Gesamt | Team   | Team    |
| Platzierung               | ≤ 5 km          | ≤ 10 km         | ≤ 15 km         | ≤ 30 km         | > 30 km         | Skiathlon Verfolgung | Sprint | Etappen- rennen b | Gesamt | Sprint | Staffel |
| ------------------------- | --------------- | --------------- | --------------- | --------------- | --------------- | -------------------- | ------ | ----------------- | ------ | ------ | ------- |
| 1. Platz                  |                 |                 |                 |                 |                 |                      |        |                   |        |        |         |
| 2. Platz                  |                 |                 |                 |                 |                 |                      |        |                   |        |        |         |
| 3. Platz                  |                 |                 |                 |                 |                 |                      |        |                   |        |        |         |
| Top 10                    |                 |                 |                 |                 |                 | 1                    | 1      |                   | 2      | 3      |         |
| Punkteränge               | 1               |                 |                 |                 |                 | 1                    | 10     |                   | 12     | 5      |         |
| Starts                    | 5               | 8               | 1               |                 |                 | 9                    | 25     | 1                 | 49     | 5      |         |
| Stand: Saisonende 2018/19 |                 |                 |                 |                 |                 |                      |        |                   |        |        |         |

### Weltcup-Gesamtplatzierungen
| Saison  | Gesamt | Gesamt | Distanz | Distanz | Sprint | Sprint |
| Saison  | Punkte | Platz  | Punkte  | Platz   | Punkte | Platz  |
| ------- | ------ | ------ | ------- | ------- | ------ | ------ |
| 2012/13 | 3      | 117.   | -       | -       | 3      | 75.    |
| 2013/14 | 25     | 93.    | -       | -       | 25     | 60.    |
| 2014/15 | -      | -      | -       | -       | -      | -      |
| 2015/16 | -      | -      | -       | -       | -      | -      |
| 2016/17 | 84     | 55.    | 51      | 46.     | 33     | 42.    |
| 2017/18 | 36     | 75.    | -       | -       | 36     | 46.    |
| 2018/19 | 9      | 100.   | -       | -       | 9      | 66.    |